# LASIK
LASIK ili lasik (skraćenica od laser assisted in situ keratomileusis) je tip refrakcijske kirurgije za ispravljanje kratkovidnosti, dalekovidnosti i astigmatizma. LASIK obavlja oftalmolog pomoću lasera. LASIK je sličan drugim kirurškim korektivnim zahvatima kao što je fotorefraktivna keratotomija, PRK (poznata i kao ASA, napredna površna ablacija), iako osigurava brži oporavak bolesnika. LASIK i PRK predstavljaju napredak naspram radijalne keratotomije u kirurškom liječenju problema s vidom, te su zato moguće zamjene za nošenje korektivnih naočala ili kontaktnih leća kod mnogih pacijenata. 
LASIK tehniku je omogućio španjolski oftalmolog Jose Barraque, koji je oko 1950. u svojoj klinici u Bogoti, Colombia, razvio prvi mikrokeratom i tehniku za rezanje tankih slojeva rožnice i mijenjanje njezinog oblika, a zahvat je nazvao keratomileusis. Barraque je također istraživao koliki sloj rožnice je moguće ostaviti nepromijenjenim da se osigura dugoročni rezultat. Laser je izumio Theodore H. Maiman.
Kasnija tehnička dostignuća i zahvati uključuje RK (radijalnu keratotomiju) koju je 1970. u Rusiji razvio Svyatoslav Fyodorov, te PRK (fotorefraktivnu keratotomiju) koju je 1983. na Kolumbijskom sveučilištu razvio Dr.Steven Trokel, a osim toga je izdao i članak u Američkom časopisu za očne bolesti 1983., iznoseći prednosti korištenja Excimer lasera, patentiranog 1973. od strane Moni Lal Bhaumika, u refrakcijskoj kirurgiji. (RK je zahvat u kojem se rade radijalni rezovi na rožnici, obično pomoću mikrometarnog dijamantnog noža, i potpuno je drugačiji od LASIK-a ).
1968. u Northrop korporaciji za istraživanja i Tehnološkom centru na Kalifornijskom sveučilištu, Moni Lal Bhaumik i skupina znantvenika radilo je na razvoju CO2 (ugljik-dioksid) lasera. Njihov rad se razvio u Excimer laser. Ta vrsta lasera će postati osnova refrakscijske kirurgije očnih bolesti. Dr.Bhaumik je najavio napredak svog tima u svibnju 1973. na susretu Američkog denverskog očnog društva u Denveru, Colombia. Kasnije će patentirati svoja otkrića.
Refrakcijska kirurgija označava promjenu lomne jakosti rožnice. Uvođenjem lasera u refrakcijske zahvate bilo je potaknuti radom Rangaswamy Srinivasana. 1980. Srinivasan, radeći na IBM-ovom istraživačkom laboratoriju, otkrio je da ultraljubičaste zrake Excimer lasera mogu precizno rezati živo tkivo bez posljedičnog toplinskog oštećenja okolnog tkiva. To je nazvao fenomenom ablativnog fotoraspada (APD). Korištenje Excimer lasera u ablaciji rožničkog tkiva kod korekcije optičkih grješki kao što su kratkovidnost, dalekovidnost i astigmatizam, prvi je predložio Stephen Trokel, MD, s Edward S. Harknessovog instituta, Kolumbijsko sveučilište, New York, NY. Dr.Trokel, zajedno s Dr.Charlesom Munnerlyn i Terryjem Clapham, osnovao je VISX. Prvo liječenje ljudskog oka koristeći VISX laser ostvarila je Dr.Marquerite B.MacDonald, MD, 1989.
Prvi LASIK patent odobren je Dr. Golmanu Peymanu od strane Američkog patentnog ureda, 20.lipnja 1989., US Patent #4840175 pod nazivom metoda mijenjanja zakrivljenosti rožnice koja označava kirurški postupak rezanja slojeva rožnice te pomicanje i otkrivanje strome rožnice. Vrši se ablacija izložene površine sve do željenog oblika, pomoću Excimer lasera, poslije čega se remodelirana površina ponovno prekrije.
LASIK tehnika se uspješno primjenjivala u drugim zemljama prije nego što je stigla u Sjedinjene Države. Prvo korištenje Excimer lasera od strane Američke uprave za hranu i lijekove (FDA) započeto je 1989. Prva upotreba je bila za promjenu oblika površine rožnice, poznato kao PRK. DR.Joseph Deloo Russo je bio jedan od prvotnih desetoro FDA-inih znanstvenika koji su testirali i odobrili upotrebu VISX lasera. Koncept korištenja LASIK-a je predstavio Dr.Pallikaris 1992. grupi kirurga koje je odabrala FDA za testiranje VISX lasera u deset centara Sjedinjenih Država.
U današnje vrijeme, brži laseri, veća područja primjene, slobodni režnjevi, intraoperativna pahimetrija, sigurne ultarzvučne i rukom vođene tehnike, značajno su oboljšali pouzdanost postupaka u odnosu na 1991. Ipak, temeljna ograničenja Excimer lasera i nepoželjno uništenje vidnog živca su ishodišta istraživanja mnogih alternativa za obični LASIK, uključujući LASEK, Epi-LASIK, Sub-Bowmanova keratomileusis aka tanki sloj LASIK, ultrazvučno vođena PRK i moderna intraokularna leća.
LASIK –a bi jednog dana mogla zamijeniti intrastromalna ablacija kod svih femtosekundnih korekcija (kao što je femtosekundno vađenje leće, FLIVC ili Inta COR) ili druge tehnike kojima bi se moglo izbjeći slabljenje rožnice velikim rezovima i prenašanje energije na okolno tkivo. 20/10 (sada Technolas) FEMTEC se odnedavno korist za bezreznu IntraCOR ablaciju i postigao je uspješne rezultate u liječenju staračke dalekovidnosti, a u tijeku su i pokušaji liječenja kratkovidnosti i drugih poremećaja.

## Operacija
Nužne su pripreme u preoperativnom razdoblju. Sama operacija uključuje stvaranje tankog preklopnog površnog sloja (režnja) na oku koji omogućuje remodeliranje tkiva koje se nalazi ispod režnja. Površnom sloju se promijeni položaj i oko cijeli u postoperativnom razdoblju.

### Preoperativno razdoblje
Pacijenti koji nose meke kontaktne leće moraju ih prestati nositi 5-21 dan prije operacije. Jedna studija preporuča da pacijenti koji nose tvrde konatktne leće, trebaju ih prestati nositi najmanje 6 tjedana prije te još 6 tjedana za svake 3 godine njihovih nošenja. Prije operacije se rožnica pregleda pahimetrijom kojom se utvrđuje njezina debljina, te topografom koji mjeri granice površine. Korištenjem lasera slabe snage, topograf stvara topograsku kartu rožnice. Ovim pregledom možemo otkriti i astigmatizam i druge nepravilnosti oblika rožnice. Dobivene informacije kirurg koristi za određivanje lokacije i veličine tkiva koju mora odstraniti s rožnice tijekom operacije. Pacijentu se obično propiše profilaktična doza antibiotika kako bi se smanjila opasnost od infekcije nakon operacije.

## Operativno razdoblje
Operacija se izvodi na budnom i pokretnom pacijentu, no ponekad se daje blagi sedativ (poput Valiuma) i u oko se ukapavaju kapi anestetika.
LASIK se izvodi u 3 koraka. U prvom koraku se odmiče površinski sloj (režanj). U drugom koraku se laserom remodelira površina rožnice ispod režnja. U zadnjem koraku se vraća pomični režanj.

### Stvaranje režnja (površnog pomičnog sloja)
Na oko se stavi rožnični usisni prsten koji drži oko fiksiranim. To može dovesti do prnuća malih krvnih žila što se očituje hiperemijom ili subkonjuktivalnim krvarenjem, bezopasnim nuspojavama koje se povuku unutar nekoliko tjedana. Jača usisna snaga obično uzrokuje prolazna zamućenja vida. Nakon fiksacije oka, stvara se površni pomični sloj. Taj postupak se izvodi pomoću mehaničkog mikrokeratoma s metalnom oštricom ili femtosekundnim laserom (poznatim kao IntraLASIK) koji stvara niz mjehurića unutar strome rožnice. Pomični sloj je pričvršćen s jedne strane. Presavija se na pričvršćenu stranu te otkriva stomu, središnji dio rožnice. Proces podizanja i presavijanja režnja može biti nelagodan.

### Remodeliranje laserom
Drugi korak zahvata jest korištenje Excimer lasera (valne duljine 193 nm) kako bi se remodelirala stroma rožnice. Laser u kontroliranim uvjetima isušuje tkivo bez oštećenja susjednih dijelova strome. Za ablaciju tkiva nije potrebno spaljivanje toplinom ni stvarno rezanje. Slojevi uklonjenog tkiva debeli su svega nekoliko desetaka mikrometara. Laserskom ablacijom dubljih dijelova strome omogućen je brži oporavak te manja bolnost nego ranijom tehnikom, fotorefraktivnom keratotomijom (PRK).
Tijekom drugog koraka, odizanjem režnja dolazi do jakog zamućenja vida. Pacijenti vidi samo bijelo svjetlo oko narančastog snopa lasera, što može dovesti do blage dezorjentiranosti.
Trenutni Excimer laser koristi sustav praćenja oka koji može registrirati do 4 000 pokreta pacijentovog oka u sekundi, usmjerujući laserski puls precizno u zonu liječenja. Tipični impuls iznosi 1 milidžul (MJ) pulsne energije u 10-20 nanosekunda.
Repozicija režnja (površnog sloja)
Nakon laserskog preoblikovanja stromalnog sloja, LASIK režanj se vraća na tretirano područje i čeka se pojava mjehurića, debrisa i pravilnog prijanjanja za oko. Režanj ostaje u istoj poziciji pomoću adhezije sve dok liječenje nije završeno.

### Postoperativno razdoblje
Pacijentima se daje profilaktična doza antibiotika i protuupalne kapi za oči. Nastavlja se upotreba i u tjednima nakon operacije. Od pacijenata se očekuje da više spavaju i nose tamnu zaštitu za oči kako bi ih štitili od jakog svjetla i spriječili trljanje očiju u snu i suhoću očiju. Također se pacijentima kaže da kapaju oči kapima bez konzeransa prema datim uputama. Pacijenta treba adekvatno informirati o važnosti pravilne postoperativne njege kako bi se smanjila opasnost od komplikacija.

## Aberacije višeg reda
Aberacije višeg reda su vidni poremećaji koji se ne mogu dijagnosticirati klasičnim testovima vidne oštrine. Teške aberacije mogu značajno pogoršati vid. U njih ubrajamo fotopsiju, entopsiju, haloi, diplopije i brojne druge postoperativne komplikacije.
Korištenje LASIK-a je uvijek bilo upitno zbog njegove sklonosti izazivanja aberacija višeg reda. Unapređenje LASIK tehnologije utjecalo je na smanjenje rizika od kliničkog oštećenja vida nakon operacije. Postoji korelacija između veličine zjenice i jačine aberacije. Što je veća zjenica, veći je rizik od nastajanja aberacije. Taj odnos je rezultat nepravilnosti između nedirnutog dijela rožnice i njezinog remodeliranog dijela. Dnevni post-LASIK vid je normalan jer je zjenica manja od LASIK-režnja. No tokom noći zjenica se širi tako da svjetlo prolazi kraj ruba LASIK-režnja i ulazi u zjenicu što izaziva mnoge aberacije kao što je haloi oko izvora zrake. Postoje i drugi trenutno nepoznati čimbenici koji osim veličine zjenice, utječu na stvaranje aberacija višeg reda.
Tijekom vremena, pažnja se usmjerila na sfernu aberaciju. LASIK i PRK su skloni izazivanju sferne aberacije zbog tendencije da reremodeliraju na svom putu od centra zone liječenja prema van.
Aberacije višeg reda se mjere mikrometrima (µm) pomoću ultrazvuka tokom preoperativnog pregleda, dok je najmanja veličina snopa zrake, odobrena od strane Američke uprave za hranu i lijekove, oko 1 000 puta veća, 0.65 mm. Zato su grješke nezaobilazni dio zahvata i razlog zašto pacijenti imaju haloi, fotopsije i entopsije, čak i kod malog fiziološkog proširenja zjenice u slabom osvjetljenju.

## Ultrazvučno vođen lasik
UTZ vođen LASIK je tip LASIK tehnike u kirurgiji, u kojem se umjesto primjene jednostavne korekcije umjerenom energijom na rožnicu, koriste različite prostorne korekcije pomoću Excimer lasera pod kompjuterskim vodstvom. Cilj je postići što bolji vid, iako konačni rezultat ovisi o oftalmologovoj stručnosti da predvidi promjene tokom liječenja. U starijih pacijenata rasprešnje mikroskopsih čestica ima značajanu ulogu i može prevagnuti nad korisnošću ultrazvučne korekcije. Zbog toga, pacijenti kod takvih zahvata mogu biti razočarani jer očekuju tzv.  super vid. Ipak, kirurzi tvrde da su pacijenti zadovoljni tom metodom, osobito smanjenom učestalošću pojave haloia, vizualnog artefakta kao posljedice sferne aberacije, indicirane prijašnjim metodama. Na temelju svojih iskustava, Zračne snage Ujedinjenin dražava opisale su ultrazvučni LASIK kao pružanje  vrhunskih vidnih rezultata.

## Rezultati
Ankete su potvrdile da su pacijenti zadovoljni LASIK-om u 92-98% slučajeva. Meta-analizom iz ožujka 2008. pod sponzorstvom Američkog društva oboljelih od katarakte i refraktivne kirurgije, na više od 3 000 recenziranih radova objavljenih u zadnjih 10 godina po svjetskim kliničkim časopisima, zajedno s 19 studija koje obuhvaćaju 2 200 pacijenata, objavljeno je da je 95.4 % pacijenata zadovoljno LASIK-om.

## Sigurnost i učinkovitost
Brojke koje ukazuju na sigurnost i učinkovitost podložne su raznim interpretacijama. 2003. Unija medicinske obrane (Medical Defence Union, MDU), najveće osiguravajuće društvo liječnika u Velikoj Britaniji, izvjestilo je o povećanju potražnje laserske operacije oko 166%, no Unija navodi da su neke od tih želja za laserskom operacijom posljedica nerealnih očekivanja izlječenja LASIK-om. Studija 2003 objavljenja u medicinskom časopisu Oftalmologija, pokazala je da 18% liječenih i 12% operiranih pacijenata treba ponovno liječenje. Autori su zaključili da su teža početna korekcija, astigmatizam i starija životna dob rizični čimbenici za ponavljanje LASIK-a.
10.listopada 2006. WebMD je izvjestila da statistička analiza pokazuje da kontaktne leće nose veći rizik od infekcija nego LASIK. 1 od 100 osoba koje nose dnevne leće može razviti tešku infekciju oka, te u 1 od 2000 slučajeva infeksija može voditi do značajnog gubitka vida. Istraživači su otkrili da će tek u 1 od 10 000 slučajeva doći do gubitka vida kao posljedice LASIK metode.

## Komplikacije
Subkonjuktivalno krvarenje je česta i manja komplikacija.
Najčešća komplikacija refrakcijske kirurgije je sindrom suhog oka. Prema članku iz američke oftalmološke studije iz ožujka 2006., učetsalost sindroma suhog oka javlja se u 36% slučajeva unutar 6 mjeseci nakon operacije. FDA na svojoj web stranici navodi da sindrom suhog oka može biti trajan.
Visoka učestalost sindroma suhog oka zahtjeva pravilnu preoperativnu i postoperativnu evaluaciju i tretman. Postoje mnoga uspješna liječenja, uključujući umjetne suze i punktalnu okluziju koja se postiže umetanjem kolagenskom čepa u prirodni odvod suza na oku. Ako se ne liječi, može ugroziti vid i rezultate LASIK-a ili PRK-a, dok u težim slučajevima prelazi u kronični oblik s mogućom stalnom boli i zamučenjem vida. Treba napomenuti da se u nekim slučajevima sindrom suhog oka ne može uspješno liječiti ni jednom metodom te ostaje kao trajna komplikacija.
Rizik od pojave haloia, diploplije, gubitka kontrastne osjetljivosti (magloviti vid) i odsjaja nakon LASIK-a, ovisi o stupnju ametropije prije zahvata te o drugim čimbenicima. Iz tog razloga se treba uzeti u obzir potencijalni individualni rizik, a ne prosjek za sve pacijente. Neke od češćih komplikacija jesu:
•	Sindrom suhog oka
•	Niske razine vitamina D – osjetljivost na Sunčeve zrake
•	Haloi i fotopsije
•	Fotofobija
•	Entopsije
•	Nabori režnja
•	Decentrirana ablacija
•	Debris ili ožiljčano tkivo
•	Zamućen vid
•	Inducirani astigmatizan
•	Tanki ili punktiformni režanj
•	Erozija epitela
•	Odljepljenje stražnje stijenke staklovine
•	Proširenje rožnice
•	Ruptura makule
Komplikacije LASIK-a su klasificirane na preoperativne, intraoperativne, rane postoperativne ili kasne postoperativne.

### Intraoperativne komplikacije
Procjenjuje se da se komplikacije režnja javljaju u 0.244%. Kompliacije (poput promjene polažaja režnja ili nabora koja treba ispraviti, difuznog lamelarnog keratitisa i urastanja epitela) su karakteristične za lamelarnu keratotomiju, no rijetko uzokuju trajni gubitak vida. Učestalost ovih komplikacija se smanjuje s liječnikovim iskustvom. Ti rizici su dodatno smanjeni korištenjem IntraLasik i drugih ne-mikrokertaomskih tehnika, iako i one nose vlastite rizike.
Iskliznuće (pomak) režnja (površinskog sloja koji se odvaja od ostatka rožnice) je jedna od najčešćih komplikacija. Najkritičnije je odmah poslije operacije pa se pacijentima savjetuje da odu doma i odspavaju kako bi se režanj prihvatio. Pacijenti dobiju zaštitine naočale ili štitnike da ih nose tokom noći kako ne bi došlo do promjene položaja zbog trljanja očiju u snu. Brži zahvat može smanjiti šanse za pojavu komplikacija time što se režanj ne stigne isušiti.
Pojava čestica na površini režnja je još uvijek klinički upitno. Finska studija otkriva čestice razne veličine i refraktivnosti vidljive biomikroskopom u 38.7%  pregleda, dok su konfokalnim mikroskopom otkrivene u 100% pregleda.

### Rane postoperativne komplikacije
Incidencija sindroma suhog oka varira ovisno o studijama. Studija Hovanesiana i suradnika otkriva da je 50% pacijenta imala sindrom unutar 6 mjeseci od operacije.
Učestalost difuznog lamelarnog keratitisa  (poznatog kao Sands of Sahara syndrome) je 2.3%. To je upalni proces gdje dolazi do nakupljanja leukocita između režnja i strome. Liječimo steroidnim kapima, a ako je potrebno i operativno pri čemu odižemo režanj i mičemo nakupinu leukocita.
Infekcije se javljaju u 0.4%. Moguće su infekcije i ispod režnja.Neki pacijenti posjeduju genske predispozicije za razvoj keratokonusa koji uzrokuje dodatno stanjenje rožnice nakon operacije. Iako to možemo otkriti u preoperativnom pregledu, u rijetkim slučajevima (1:5 000) moguće je da se otkrije tek oko 40.ih godina. Ako se pojavi, pacijent će trebati tvrde plinopropusne leće, intrastromalni prstenasti segment rožnice (Intacs), kombinaciju rožničkog kolagena i Riboflavina ili transplantaciju rožnice.
Perzistentna suhoća okajavlja se u 28% Azijaca i 5% bijelaca. Živčana vlakna rožnice bitna su za stvaranje suza. U periodu od godine dana nakon LASIK-a, ostatni subbazalni živčani snopovi se reduciraju na polovinu.
Subkonjuktivalno krvarenje se javlja u 10.5% slučajeva (prema studiji provedenoj u Kini te ne može biti opće prihvaćeno radi rasnih i geografskih čimbenika).

### Kasne postoperativne komplikacije
0.1%  zahvaća epitelno urastanje.
Fotopsija je druga najčešća komplikacija LASIK-a.
Haloi ili bljeskovi oko jakog svjetla po noći poljedica je nepravilnosti između korigiranog i nekorigiranog dijela rožnice. Moderne tehnike su pogodnije za pacijente s većim zjenicama.
Kasna traumatska dislokacija režnja javlja se 1-7 godina poslije zahvata.
Sindrom suhog oka ili u nekim slučajevima kronično suho oko javlja se kao posljedica oštećenja živaca i sustava za podmazivanje oka. Postoji mogućnost trajnog oštećenja.

## Čimbenici koji utječu na operaciju
Rožnica je avaskularna kako bi normalno funkcionirala i kako bi stanice apsorbirale kisik iz suznog filma. Zbog toga, slabo propusne leće za kisik smanjuju rožničnu apsorpciju što može rezultirati neovaskularizacijom. To produljuje upalu, cijeljenje i bol nakon operacije zbog većeg krvarenja.
Iako su neke kontaktne leće (moderne GRP i meke silikonske leće s hidrogelom) napravljenje od materijala koji omogućuje veći protok kisika i smanjuje mogućnost neovaskularizacije rožnice, pacijentima se savjetuje da izbjegavaju njihovo prekomjerno nošenje. Obično se preporuča prestanak nošenja nekoliko dana ili tjedanan prije LASIK zahvata.

## Uloga dobi
Novi napredak u korektivnim zahvatima pruža veći izbor. Pacijenti u 40.-im i 50.-im godinama koji razmišljaju o LASIK-u kao rješenju problema s vidom, mogu razmotriti i ugradnju leća. Rani znaci katarakte mogu utjecati na operaciju i ugradnju multifokalnih leća.
FDA je odobrila LASIK u pacijenata starijih od 18 godina. Najvažnije je da nema porasta dijoptrije barem godinu dana prije operacije.
Međutim, stav Američke akademije za oftalmologiju je da kandidat za operaciju treba da bude stariji od 21 godine, jer do tada postoji velika vjerojatnost rasta oka, a time i dioptrije.

## Pritužbe pacijenata
U nekih pacijenata s lošim rezultatima nakon LASIK-a, dolazi do značajnog smanjenja kvalitete života zbog problema s vidom ili psihičkih problema vezanih uz operaciju. Pacijenti koji su prebolili komplikacije LASIK metode, formiraju web stranice i forume na kojima educiraju javnost o rizicima, gdje potencijalni i prethodni pacijenti mogu raspravljati o operaciji. 1999. pacijent Ron Link osnovao je Oči kirurgije u New Yorku kao pomoć pacijentima s komplikacijama nakon LASIK i drugih metoda. Većina uglednih i iskusnih klinika vrše potpuni preoperativni pregled oka te daju odgovarajuću postoperativnu njegu i edukaciju kako bi se smanjila opasnost od negativnih posljedica.
FDA.ova web tranica za LASIK navodi:  Prije podvrgavanja refrakcijskim postupcima, treba pažljivo odvagnuti rizike i prednosti na temelju osobnog iskustva vrednovanja te izbjeći utjecaj prijatelja koji su prošli taj postupak ili ohrabrenja doktora. Zbog toga, pacijenti trebaju u potpunosti razumjeti moguće probleme i komplikacije, kao i da je zadovoljstvo ishodom izravno povezano s očekivanjem rezultata.
FDA je u periodu od 1998. do 2006. primila 140 negativnih izvješća vezanih za LASIK.

## Ostalo
LASIK i drugi oblici laserske refraktivne kirurgije (kao što su PRK, LASEK i Epi-LASEK) mijenjanju dinamiku rožnice. To oteževa oftalmologu da izračuna točni intarokularni tlak koji je važan za praćenje i liječenje glaukoma. Promjene mogu utjecati i na određivanje veličine umetnute intarokularne leće kod operacije katarakte; u oftalmologiji poznato i kao  refrakcijsko iznenađenje ( refractive surprise). Točni intraokularni tlak i veličina intraokularne leće može se dobiti kombinacijom preoperativnih, intraoperativnih i postoperativnih mjerenja.
Iako je poboljšanja LASIK tehnologija, još je postoje sigurni dokazi o mogućim dugotrajnim komplikacijama. Postoji mala mogućnost da komplikacije poput entopsije, haloia, fotopsije ostanu trajne jer je i sama operacije ireverzibilni proces.
Ruptura makule javlja se u 0.1-0.3%, ablacija retine u 0.38%, neovaskularizacije žilnice u 0.33%, a uveitis u svega 0.18%.
Kako nakon LASIK-a rožnica ostaje tanja zbog uklanjanja sloja strome, refraktivna kirurgija nastoji zadržati maksimalnu debljinu da ne dođe do strukturalnog slabljenja rožnice. Smanjenje atmosferskog tlaka nije se pokazalo opasnim za operirane pacijente, no u nekih planinara se pojavila kratkovidnost na ekstremnim visinama.
Korištenje in itu keratomileusis u starijoj životnoj dobi povećava učestlost aberacija višeg reda koje se ne mogu ispraviti konvecionalnim naočalama.
Mikronabiranje režnja se smatra gotovo neizbježnom komplikacijom koja je klinički zanemariva.
Blefaritis ili upala očnih kapaka s krasticama može povećati rizik od infekcija ili upale rožnice nakon zahvata.
Kratkovidni ljudi koji se približavaju ranim ili kasnim 40-ima kada bi inače trebali počet nositi naočale za čitanje ili bifokalne naočale, mogu otkriti da ih trebaju i dalje iako su bili podvrgnuti LASIK zahvatu. Kratkovidni ljudi obično trebaju naočale kasnije nego emetropi (oni koje normalno vide), ali tu prednost mogu izgubiti poslije zahvata. To nije kompikacija, već očekivani rezultat prema zakonu optike. Iako ne postoji metoda koja bi u potpunosti riješila potrebu za naočalama, može se umajiti tipom LASIK metode nazvanom blagi monovid (monovision). Postipak se provodi kao korekcija dubine i oštrine vida, tako da se dominantno oko korigira na gledanje na daljinu, a nedominantno oko na dioptriju naočala za čitanje. Time e postiže sličan učinak nošenju bifokalnih naočala. Većina pacijenata podnosi promjene u gledanju na daljinu i blizinu, iako mali broj pacijenata ima problema s prilagodbom. To se može unaprijed testirati nošenjem kontaktnim lećama koje postižu efekt monovida. Nedavno je razvijen novi tip lasera PresbyLASIK koji reducira ili u potpunosti uklanja nošenje naočala s očuvanjem vida na daljinu.